# Sammanbrottet
Sammanbrottet (L'Attaque du moulin, "Attacken mot möllan") är en kortare berättelse utgiven 1880 av Émile Zola
som en av sex berättelser av lika många författare i en samlad bok. Den har gjorts om till teater och opera samt ingår i tecknad form i serien Illustrerade Klassiker.

## Handling
Den 19 juli 1870 förklarade den franske kejsaren Napoleon III krig mot Preussen, det s.k fransk-tyska kriget har brutit ut. Romanen skildrar händelseförloppet ur två frivilligas perspektiv. En ung aristokrat, som till en början ser ner på den analfabetiske bonden i 40-årsåldern.
Emellertid räddar bonden livet på den unge aristokraten och vänskap uppstår. Den franska hären, Rhenarmén kallad, lider av svår brist på dugligt befäl. Snart marscherar trupperna från Rhen utan att ha avfyrat några skott. Civilbefolkningen klagar och beskyller soldaterna för feghet. Och när väl strid "äntligen" börjar har fransmännen ingen chans. Kejsar Napoleon III inringas vid staden Sedan och får både abdikera och ge sig till Otto von Bismarck.
Soldaterna tas tillfånga av tyskarna men lyckas fly om natten, varvid bonden skadas. Aristokraten för dock honom i säkerhet och bonden får läka sina sår. Aristokraten beger sig därefter till Paris, som inte vill ge sig. Frankrike splittras i Pariskommunen och Tredje franska republiken. När den nybildade republiken sätter in krigsmakten mot den proletärpräglade "Parisarmén" har bonden och aristokraten hamnat på motsatta sidor. Aristokraten kämpar för Pariskommunen, medan bonden kämpar för republiken. Vid ett republikanskt anfall råkar de båda mötas igen, och alltför sent upptäcker bonden att han stuckit sin bajonett i buken på aristokraten. Bonden tar med sig sin svårt sårade kamrat till en lägenhet och aristokraten dör i en säng. 
Émile Zola beskriver inte hela kriget, ej heller den tyska inmarschen i Paris eller bildandet av Kejsardömet Tyskland (en ceremoni som hölls i Spegelsalen på slottet i Versailles), utgångspunkten är helt och hållet fransk. 